# Ochman
Ochman è l'album di debutto del cantante polacco Krystian Ochman, pubblicato il 19 novembre 2021 su etichetta discografica Universal Music Polska.

## Tracce
1. Światłocienie – 2:48
2. Wielkie tytuły – 3:14
3. Złodzieje wyobraźni – 3:15
4. Ja to znam – 2:41
5. Wspomienie – 3:24
6. Gdzie iść? – 2:29
7. Pewnego dnia – 2:52
8. Prometeusz – 2:29
9. Ten sam ja – 2:35
10. Nie chcę już czekać – 3:23
11. Lights in the Dark – 2:46

## Classifiche
| Classifica (2022) | Posizione massima |
| ----------------- | ----------------- |
| Polonia           | 5                 |